# Référendums de 2020 au Mississippi
Trois référendums ont lieu le 3 novembre 2020 au Mississippi. La population est amenée à se prononcer sur les sujets suivant :
- Légalisation du cannabis médical ;
- Élection du gouverneur en deux tours ;
- Nouveau drapeau.

Les électeurs ont voté en faveur de la légalisation de l'usage thérapeutique du cannabis et en faveur du changement de drapeau.